# Ateuchus fetteri
Ateuchus fetteri – gatunek chrząszcza z rodziny poświętnikowatych i plemienia Ateuchini.
Gatunek ten opisany został w 1996 roku przez Berta Kohlmanna.
Ciało długości od 5 do 6,5 mm i szerokości od 3 do 3,8 mm, owalne i wypukłe, ciemnobrązowe do czarnego, z wierzchu złotozielonym lub złotoczerwonym połyskiem. Zaokrąglone zęby nadustka są rozdzielone szerokim u samców i umiarkowanie szerokim u samic V-kształtnym wcięciem. Przedplecze niecałkowicie obrzeżone z przodu. Rzędy pokryw słabo wgłębione, z wyjątkiem wierzchołka gdzie wgłębione są silnie. Powierzchnie przedplecza, pokryw i  pygidium ziarenkowane i drobno punktowane. Samiec ma wewnętrzną torebkę edeagusa wyposażoną w małe kolce, trzy  haczyki i tyleż blaszek wierzchołkowych.
Chrząszcz neotropikalny, znany wyłącznie z Kostaryki.